# Чжанчжоу
Чжанчжоу (кит. спр. 漳州, піньїнь: Zhāngzhōu) — міська округа в провінції Фуцзянь КНР.
Жителі Чжанчжоу в епоху Цін активно переселялися на Тайвань, який асоціювався з давніми легендами з островом безсмертних Їнчжоу.

## Клімат
Місто знаходиться у зоні, котра характеризується вологим субтропічним кліматом. Найтепліший місяць — липень із середньою температурою 28.6 °C (83.5 °F). Найхолодніший місяць — січень, із середньою температурою 12.4 °С (54.3 °F).
| Клімат Чжанчжоу         | Клімат Чжанчжоу | Клімат Чжанчжоу | Клімат Чжанчжоу | Клімат Чжанчжоу | Клімат Чжанчжоу | Клімат Чжанчжоу | Клімат Чжанчжоу | Клімат Чжанчжоу | Клімат Чжанчжоу | Клімат Чжанчжоу | Клімат Чжанчжоу | Клімат Чжанчжоу | Клімат Чжанчжоу |
| Показник                | Січ.            | Лют.            | Бер.            | Квіт.           | Трав.           | Черв.           | Лип.            | Серп.           | Вер.            | Жовт.           | Лист.           | Груд.           | Рік             |
| Середня температура, °C | 12,4            | 12,9            | 15,6            | 20,1            | 23,8            | 26,3            | 28,6            | 28,2            | 26,6            | 23              | 18,8            | 14,3            | 20,9            |
| Норма опадів, мм        | 41.7            | 77.9            | 112.7           | 156.2           | 198             | 233             | 140.9           | 157.2           | 120.4           | 42.1            | 38.2            | 26.5            | 1344.8          |
| Днів з опадами          | 9,4             | 11,8            | 14,1            | 15,1            | 17,1            | 17,4            | 10,5            | 12,5            | 8,8             | 6,3             | 6,7             | 7,4             | 137,1           |
| Вологість повітря, %    | 75.1            | 79.1            | 80.9            | 81.6            | 83.3            | 84.3            | 79.9            | 79.8            | 77.5            | 73              | 72.9            | 73.1            | 78.4            |
| ----------------------- | --------------- | --------------- | --------------- | --------------- | --------------- | --------------- | --------------- | --------------- | --------------- | --------------- | --------------- | --------------- | --------------- |
| Джерело: Weatherbase    |                 |                 |                 |                 |                 |                 |                 |                 |                 |                 |                 |                 |                 |

## Адміністративний поділ
Префектура поділяється на 2 райони, 1 місто та 8 повітів:
| Карта                                                                                        | Карта    | Карта    | Карта            |
| -------------------------------------------------------------------------------------------- | -------- | -------- | ---------------- |
| Наньцзін Хуаань Чантай ① ② Пінхе Лунхай Чжаоань Юньсяо Чжанпу ③ ① Сянчен ② Лунвень ③ Дуншань |          |          |                  |
| Статус                                                                                       | Назва    | Оригінал | Населення (2020) |
| Район                                                                                        | Лунвень  | 龙文区   | 301 883          |
| Район                                                                                        | Лунхай   | 龙海区   | 952 000          |
| Район                                                                                        | Сянчен   | 芗城区   | 638 060          |
| Повіт                                                                                        | Дуншань  | 东山县   | 219 511          |
| Повіт                                                                                        | Наньцзін | 南靖县   | 305 259          |
| Повіт                                                                                        | Пінхе    | 平和县   | 455 042          |
| Повіт                                                                                        | Хуаань   | 华安县   | 134 276          |
| Повіт                                                                                        | Чантай   | 长泰县   | 228 235          |
| Повіт                                                                                        | Чжанпу   | 漳浦县   | 847 535          |
| Повіт                                                                                        | Чжаоань  | 诏安县   | 560 969          |
| Повіт                                                                                        | Юньсяо   | 云霄县   | 411 558          |

## Цікавинки
Однією з визначних пам'яток Чжанчжоу є пам'ятник триразовій перемозі жіночої збірної Китаю з волейболу на змаганнях світового рівня в 1981-1984 рр., Встановлений в 1986 році (кит.: 漳州三连冠纪念碑).

## Міста-побратими
- Гьоделле, Угорщина
- Ісахая, Японія